# وربلا
وربلا (به لاتین: Varbla) یک روستا در استونی است که در وربلا پاریش واقع شده‌است.

## خصوصیات
وربلا ۱۳۳ نفر جمعیت دارد.